# Eva Blum
Eva Blum (* 1967 in Konstanz) ist eine deutsche Schauspielerin und Theaterautorin.

## Leben

### Ausbildung und Theater
Eva Blum wuchs in ihrer Geburtsstadt Konstanz auf. Von 1985 bis 1989 absolvierte sie ihr Schauspielstudium in Hannover an der dortigen Hochschule für Musik, Theater und Medien, das sie mit dem Schauspieldiplom abschloss. In der Spielzeit 1988/89 trat sie am Staatstheater Hannover als Cecile de Volanges in einer Bühnenfassung von Gefährliche Liebschaften auf.
Seit 1989 lebt Blum als freie Schauspielerin und Autorin für verschiedene Theater in Berlin. Von 1989 bis 1995 war sie Ensemblemitglied am GRIPS Theater Berlin. Dort spielte sie u. a. sechs Jahre die Hauptrolle des Mädchens in dem Erfolgs-Musical Linie 1. Von 1995 bis 1997 spielte sie am GRIPS Theater die Rolle der Inge Deutschkron in dem Theaterstück Ab heute heißt Du Sara, einer Bühnenadaption von Deutschkrons Autobiografie Ich trug den gelben Stern. In der Spielzeit 1996/97 gastierte sie an der Komödie am Kurfürstendamm in der Boulevardkomödie Hände weg von meiner Frau (Regie: Wolfgang Spier). Sie trat in der UFA Fabrik Berlin (1997/98), in der Werkstatt des Schiller-Theaters (1998–2000) und bei freien Berliner Theaterproduktionen auf.
Seit 2002 ist Blum als Schauspielerin und Autorin bei der „Berliner StaatsPOPerette“, einem freien, nicht-subventioniertem Musiktheater, das seine Theaterproduktionen an verschiedenen Spielorten (u. a. im GRIPS Theater, BKA-Luftschloß, ATZE Musiktheater, Theater der Jungen Welt Leipzig, Stadttheater Aschaffenburg) aufführte, künstlerisch tätig. Blum war gemeinsam mit dem Berliner Musiker/Regisseur Matthias Witting, den sie 1989 beim Vorsprechen im Berliner GRIPS Theater kennengelernt hatte, Gründerin und Initiatorin der „Berliner StaatsPOPerette“. Blum entwickelte und produzierte für die „Berliner StaatsPOPerette“ mehrere eigene Musiktheaterstücke, in denen sie auch als Schauspielerin hervortrat. Sie war dort u. a. in den Produktionen Alle Kühe fliegen hoch (Uraufführung: Oktober 2003 im ATZE Musiktheater), ’n Blick in der Stadt (als Kleptomanin; Uraufführung Dezember 2002 im GRIPS Theater Berlin), Änsegent 007 jagt Dr. Krø (Uraufführung 2007 im GRIPS Theater Berlin), Am Anfang war die Kuh (Uraufführung Januar 2012 im ATZE Musiktheater) und Die Wutkuh (Uraufführung Januar 2012, ATZE Musiktheater) zu sehen.
In der Produktion Bach – Das Leben eines Musikers, einem Kindermusiktheater mit Kammerorchester und Chor über das Leben von Johann Sebastian Bach, spielte Blum seit 2005 in verschiedenen Produktionen und bei Gastspielen die Rolle des „Schicksals“. 2012 gastierte sie in der Rolle des „Schicksals“ am Theater Wolfsburg. Im März 2016 trat Blum im ATZE Musiktheater wieder als Schicksal auf.
In der Spielzeit 2013/14 gastierte Blum am Theater Wolfsburg in den Rollen Gräfin Rossi/Alwine zu Berge/Carolyne zu Sayn-Wittgenstein in der Uraufführung des Schauspiels Ich konnt das Maul nicht halten von Dagmar Papula (mit dem freien Theaterensemble Shakespeare & Partner; Regie: Matthias Witting). In der Spielzeit 2015/16 tritt Blum in dieser Produktion erneut am Theater Wolfsburg auf. In der Spielzeit 2015/16 spielt Blum im Kleinen Theater am Südwestkorso in Berlin die Rolle der Madame Houpflé in John von Düffels Bühnenbearbeitung des Romans Bekenntnisse des Hochstaplers Felix Krull von Thomas Mann.
Blum verfasste mehrere eigene Theaterstücke, hauptsächlich Bühnentexte für Kinder- und Jugendtheater; außerdem trat sie regelmäßig als Autorin für die Produktionen der „Berliner StaatsPOPerette“ hervor. Für ihre Stücke erhielt sie mehrfache Auszeichnungen als Autorin, u. a. 2004 den Ikaruspreis für das Stück „Alle Kühe fliegen hoch“. Ihre gemeinsam mit Matthias Witting verfasste Dramatisierung des Romans Ben liebt Anna von Peter Härtling wurde 2003 für den Ikaruspreis nominiert.

### Film und Fernsehen
Blum arbeitet seit Anfang der 1990er Jahre auch für Film und Fernsehen; Schwerpunkt ihrer künstlerischen Tätigkeit als Schauspielerin war jedoch stets das Theater. In der Fernsehserie Max Wolkenstein (1996) gehörte sie mit einer durchgehenden Nebenrolle zum Stammensemble; sie spielte die Sekretärin Kathrin Neumann. In der ARD-Vorabendserie Großstadtrevier hatte sie zwischen 2002 und 2009 eine wiederkehrende Seriennebenrolle als gelernte Schneiderin und Putzfrau des 14. Polizeireviers Maria Scheufele.
In der „Kluftinger“-Krimireihe spielt Blum seit 2009 die Annegret Langhammer, die Ehefrau von Kluftingers Intimfeind Dr. Martin Langhammer, die mit Kuftingers Ehefrau Erika befreundet ist.
Blum hatte außerdem Episodenrollen in den Fernsehserien Für alle Fälle Stefanie (1997; erneut 2003), In aller Freundschaft (1999; als schwangere Patientin Eva Wiechert), Die Wache (2000), Krimi.de (2012; als Psychologin Frau Beck), Klinik am Alex (2012), Der Kriminalist (2012) und Die Spezialisten – Im Namen der Opfer (2016, als „Ost-Date“ Anke). Im März 2016 war Blum außerdem in der ZDF-Serie Letzte Spur Berlin in einer Episodenhauptrolle zu sehen; sie spielte Eva Wiegand, die Ehefrau des Kriminaloberkommissars und Hobbyboxers Andreas Wiegand (Markus Gertken).
In dem Fernsehfilm Toter Winkel, der im Mai 2017 erstausgestrahlt wurde, hatte sie eine Nebenrolle; sie stellte Inge, die Inhaberin eines Schuhgeschäfts, dar. Im Oktober 2017 war Blum in der ZDF-Serie SOKO Köln in einer Episodenhauptrolle zu sehen; sie spielte Jutta Himburg, die Mutter eines tatverdächtigen Schülers. In der 8. Staffel der TV-Serie Familie Dr. Kleist (2019) übernahm Blum eine der Episodenrollen als Mutter einer jungen Patientin mit Herzproblemen. In der 17. Staffel der ZDF-Serie SOKO Wismar (2020) übernahm Blum eine der Episodenrollen als tatverdächtige Nachbarin einer ermordeten Rentnerin.

### Sprecherin
Blum war auch als Sprecherin für Hörspiele und Hörbücher tätig. Sie ist in Aufnahmen des WDR, des rbb und des Drei Raben Verlagen zu hören. Blum lebt in Berlin.

## Filmografie (Auswahl)
- 1992: Babysitter (Fernsehfilm)
- 1995: Die Tote von Amelung (Fernsehfilm)
- 1996: Max Wolkenstein (Fernsehserie; Seriennebenrolle)
- 1997: Für alle Fälle Stefanie (Fernsehserie, Folge: Vatersuche)
- 1999: In aller Freundschaft (Fernsehserie, Folge: Der Neue)
- 2000: Die Wache (Fernsehserie, Folge: Mondsüchtig)
- 2000: Otto – Der Katastrofenfilm (Kinofilm)
- 2002–2009: Großstadtrevier (Fernsehserie; Seriennebenrolle)
- 2003: Für alle Fälle Stefanie (Fernsehserie, Folge: Abgrund)
- 2009: Erntedank. Ein Allgäu-Krimi (Fernsehreihe)
- 2011: Stankowskis Millionen (Fernsehfilm)
- 2012: Krimi.de (Fernsehserie, Folge: Missbraucht)
- 2012: Klinik am Alex (Fernsehserie; Folge: Komm’ näher)
- 2012: Milchgeld. Ein Kluftingerkrimi (Fernsehreihe)
- 2012: Der Kriminalist (Fernsehserie; Folge: Schamlos)
- 2012: Ein Fall für zwei (Fernsehserie; Folge: Tod im Ring)
- 2013: Wie das Binnenmeer (Kurzspielfilm)
- 2015: Marie Brand und das Erbe der Olga Lenau (Fernsehreihe)
- 2016: Die Spezialisten – Im Namen der Opfer (Fernsehserie; Folge: Die Mädchen aus Ost-Berlin)
- 2016: Letzte Spur Berlin (Fernsehserie; Folge: Gesetzeshüter)
- 2017: Toter Winkel (Fernsehfilm)
- 2017: SOKO Köln (Fernsehserie; Folge: Abikriege)
- 2019: Familie Dr. Kleist (Fernsehserie; Folge: Zukunft)
- 2020: SOKO Wismar (Fernsehserie; Folge: Kunst und Krempel)